# Ingrid Kästner
Ingrid Kästner (* 3. März 1942 in Zwittau) ist eine deutsche Medizinhistorikerin.

## Leben
Von 1960 bis 1963 studierte sie Humanmedizin an der Universität Rostock und von 1963 bis 1966 Humanmedizin an der Universität Leipzig. Nach der Promotion zum Dr. med. bei Günter Naumann und Georg Wildführ am 27. August 1966 an der Medizinischen Fakultät der Karl-Marx-Universität Leipzig und Promotion B am 12. Juni 1981 bei Fritz Klingberg und Martin Müller war sie von 2000 bis 2007 außerplanmäßige Professorin für Geschichte der Medizin am Karl-Sudhoff-Institut für Geschichte der Medizin und Naturwissenschaften an der Medizinischen Fakultät der Universität Leipzig.

## Schriften (Auswahl)
- Johannes Gutenberg. Leipzig 1984, OCLC 251693950.
- Theophrastus Bombastus von Hohenheim, genannt Paracelsus. Leipzig 1989, ISBN 3-322-00694-8.
- mit Harald Kluge: Ein Wegbereiter der Physikalischen Chemie im 19. Jahrhundert – Julius Lothar Meyer (1830–1895). Aachen 2014, ISBN 978-3-8440-3269-7.